# Fantasia số 2 (Mozart)

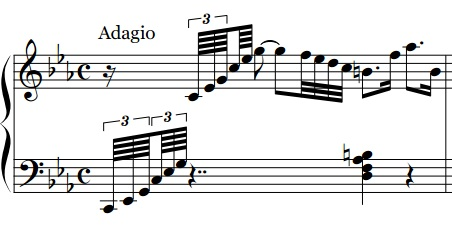
Một đoạn nhạc thuộc bản Fantasia số 2.

Fantasy số 2 cung Đô thứ, K.396 / 385f (Tiếng Đức: Fragment einer Fantasie in c) là một đoạn của bản sonata dành cho vĩ cầm do Wolfgang Amadeus Mozart sáng tác tại Viên vào tháng 8 hoặc tháng 9 năm 1782.
Đoạn nhạc được sáng tác ở nhịp độ adagio. Đoạn nhạc gồm 27 ô nhịp, phần vĩ cầm nhập vào ô nhịp 23.
Maximilian Stadler sau đó đã sáng tác một bản "hoàn thiện" của tác phẩm dành cho dương cầm độc tấu dài 70 ô nhịp và kết thúc bằng cung Đô trưởng. Bản sao của tác phẩm trong tay Stadler là sự cung hiến cho Constanze Mozart.  Đây là phiên bản thường được biểu diễn và ghi lại. Tuy vậy,  có một điều nghi vấn được đưa ra là liệu "Quyền tác giả của phần phát triển như vũ bão là không rõ ràng; người ta vẫn chưa xác định được liệu Stadler có bản phác thảo của Mozart cho phần này đã bị thất lạc hay không hay đó hoàn toàn là sáng tạo của riêng ông."